# Цар-Асен (Пазарджикская область)
Цар-Асен (болг. Цар Асен) — село в Болгарии. Находится в Пазарджикской области, входит в общину Пазарджик. Население составляет 310 человек.

## Политическая ситуация
В местном кметстве Цар-Асен, в состав которого входит Цар-Асен, должность кмета (старосты) исполняет Антоанета Николова Генова (Болгарская социалистическая партия (БСП)) по результатам выборов правления кметства 2007 года.
Кмет (мэр) общины Пазарджик — Тодор Димитров Попов (независимый) по результатам выборов 2007 года в правление общины.

## Рудник
Рудник "Цар-Асен" является частью рудного поля Радка вместе с рудными месторождениями Радка и Червена Могила. Эксплуатация рудника началась в 1979 году, и в течение 20 лет медная руда добывалась открытым способом, создавая реальную опасность загрязнения территории вокруг рудника.